# Буркхард фон Далвиц
Буркхард фон Далвиц (рођен 28. јануара 1959) је немачки и аустралијски композитор најпознатији по партитури за Труманов шоу.

## Биографија
Рођен је 28. јануара 1959. у Бад Хомбургу. Са осам година је почео да свира клавир, са тринаест је писао песме и музику, а са петнаест је писао, компоновао и наступао за различите музичке групе. Године 1979. се преселио у Аустралију где је студирао музику на Универзитету Ла Тробе у Мелбурну. Дипломирао је музичку композицију и усавршавао се под менторством Кита Хамбла. Године 1996. је објавио свој први снимак оригиналних инструменталних дела Worlds Apart. Од 1984. је радио као композитор играних филмова, телевизија и реклама у Аустралији, Немачкој и Сједињеним Америчким Државама. Радио је на телевизијској серији Underbelly, а за серију False Witness је написао и музику. Најпознатији је по партитури за Труманов шоу за коју је, заједно са Филипом Гласом, награђен Златним глобусом за најбољу оригиналну музику 1999, наградом Удружења филмских критичара Чикага и признањем Америчког друштва композитора, аутора и издавача. Композиција је освојила друго место Билбордове листе. Године 2001. је освојио награду Аустралијског удружења за најбољу телевизијску музику за Летње олимпијске игре 2000. Такође, аутор је музике за Зимске олимпијске игре 2002. и Летње олимпијске игре 2008. Године 2004. је освојио награду Аустралијског савеза композитора за најбољу музику телевизијске серије CrashBurn. Компоновао је музику за филм Бег из дивљине.